# Palmietfontein Circuit
Der Palmietfontein Circuit war eine ehemalige Motorsport-Rennstrecke in Katlehong auf dem Gebiet der Metropolgemeinde Ekurhuleni in Südafrika.

## Streckenbeschreibung
Der 6,115 Kilometer (3,8 Meilen) lange Flugplatzkurs wurde 1956 auf dem Gelände des Palmietfontein Airports, welcher von Mitte der 1940er-Jahre bis Anfang der 1950er-Jahre genutzt wurde, errichtet. Die recht einfache, V-förmige Streckenführung nutzte die beiden, in voller Länge befahrenen Landebahnen des Flugplatzes und wies sieben Kurven, davon zwei 180°-Kehren (Whitehead und Gaze), auf.

## Veranstaltungen
Am 24. März 1956 fand auf der Rennstrecke die dritte Ausgabe des zuvor 1937 2 mal auf dem Lord Howe Circuit angesetzten Rand Grand Prix statt. Sieger des über 40 Runden bzw. 244,8 km ausgetragenen Rennens, zu dem dank dreier Klassenwertungen insgesamt über 40 Wagen starteten war der englische Rennfahrer Peter Whitehead in einem Ferrari 3.0 P.Whitehead.